# Takafumi Akahoshi
Takafumi Akahoshi (jap. 赤星 貴文, Akahoshi Takafumi; * 27. Mai 1986 in Fuji) ist ein ehemaliger japanischer Fußballspieler.

## Karriere
Takafumi Akahoshi erlernte das Fußballspielen in der Schulmannschaft der Fujieda Higashi High School in Fujieda. Seinen ersten Vertrag unterschrieb er 2005 bei den Urawa Red Diamonds, einem Verein, der in der J1 League spielte. Von 2008 bis 2009 wurde er an die Zweitligisten Mito Hollyhock (2008) und Montedio Yamagata (2009) ausgeliehen. 2010 wechselte er nach Kanazawa zu Zweigen Kanazawa, wo er von März bis Juni 15 Spiele absolvierte. Im gleichen Jahr wechselte er nach Lettland, wo er sich dem FK Liepājas Metalurgs aus Liepāja anschloss. Anfang 2011 unterschrieb er in Polen einen Vertrag bei Pogoń Stettin. Nach 103 Spielen ging er Mitte 2014 nach Russland. Hier unterzeichnete er einen Vertrag beim FK Ufa. Von hier aus wurde er wieder nach Stettin ausgeliehen, die ihn anschließend auch wieder fest verpflichteten. 2017 ging er nach Thailand, wo er einen Vertrag beim Erstligisten Ratchaburi Mitr Phol in Ratchaburi unterzeichnete. Nach einem Jahr in Ratchaburi ging er 2018 zum Ligakonkurrenten Suphanburi FC nach Suphan Buri. Anfang 2019 wechselte er in den Iran zu Foolad FC, einem Verein, der in der höchsten Klasse des Landes, der Persian Gulf Pro League, spielte. Im August 2019 ging er wieder nach Asien und schloss sich dem indonesischen Verein Arema Malang, einem Verein der Liga 1, an. Für Arema absolvierte er 13 Erstligaspiele.
Am 1. Januar 2020 beendete Takafumi Akahoshi seine Karriere als Fußballspieler.